# Matthew Haydock
Matthew Haydock (* 20. Februar 1986) ist ein ehemaliger neuseeländischer Bahn- und Straßenradrennfahrer.
Matthew Haydock wurde 2004 neuseeländischer Meister im Einzelzeitfahren der Juniorenklasse. Bei den Oceania Games gewann er auf der Bahn die Goldmedaille in der Mannschaftsverfolgung und in der Einerverfolgung. Im nächsten Jahr gewann er auf der Straße die Silbermedaille im Einzelzeitfahren. In der Saison 2007 wurde Haydock neuseeländischer U23-Meister im Zeitfahren und im Straßenrennen.

## Erfolge
2004
- Neuseeländischer Meister – Einzelzeitfahren (Junioren)

2007
- Neuseeländischer Meister – Einzelzeitfahren (U23)
- Neuseeländischer Meister – Straßenrennen (U23)